# Macrochelys suwanniensis
Macrochelys suwanniensis je druh velké sladkovodní želvy z čeledi Chelydridae, jde o endemit Severní Ameriky.

## Taxonomie
Jde o jeden z pouhých dvou druhů rodu Macrochelys, tím druhým je kajmanka supí.

## Výskyt
Jde o endemit řeky Suwannee, může se však vyskytovat i v bažině Okefenokee, kde byl v roce 2021 objeven jedinec této želvy.
Další jedinci, kteří byli nalezeni ve vnitrozemských jezerech, byli zřejmě zavlečeni.